# ProZ.com
Proz.com es un sitio web basado en suscripción dirigido a los traductores freelance. Fue fundado en 1999 y es principalmente utilizado para publicar y responder a ofertas de trabajo de traducción. Al 20 de octubre de 2018,  Proz.com reporta más de 960.000 usuarios registrados, cubriendo más de 200 países y territorios en todo el mundo.
El sitio está disponible en más de 45 idiomas y está siendo localizado en otros 35 idiomas más, aunque la localización no está completada para muchos idiomas, el ajuste predeterminado es inglés para todos. QuantCast reporta que Proz.com tiene 220.000 visitantes únicos al mes desde los EE. UU.
El sitio web no está restringido solo a traductores profesionales, recibiendo a semi-profesionales y amateurs. Se encuentra abierto a cualquiera, sin requerir presentar una prueba de competencias o inscripción legal, aunque los miembros pueden enviar certificados o cualificaciones para su verificación.

## Características e información
Proz.com tiene sus oficinas centrales en Syracuse, Nueva York, Estados Unidos, y  cuenta además con oficinas en La Plata, Argentina y Járkov, Ucrania.
El sitio cuenta con una comunidad virtual de traductores y ofrece una amplia ancha de recursos, los usuarios registrados pueden compartir su identidad profesional como traductores en internet y recibir ofertas de trabajo en sus correos electrónicos para las combinaciones de lenguas apropiadas a sus capacidades. El registro es requerido para acceder a la mayoría de los servicios. También proporciona foros de discusión y glosarios en línea. A pesar de que gran parte del sitio web requiere suscripción pagada para ser utilizada y que recibe ingresos por publicidad, el sitio ha sido desarrollado con la ayuda de voluntarios no remunerados. Uno de sus característica destacables es la de preguntas sobre terminología, realizadas y contestadas por los usuarios; más de 2 millones de términos de traducción han sido consultados en el sitio.
El sitio web ofrece un sistema de reputación: WWA para traductores y BlueBoard para "contratantes".
Inc. Magazine evalúa el servicio como "un recurso útil para pequeños proyectos de traducción" pero como solo los miembros suscritos pueden ver las tasas actuales, "los no miembros pueden tener dificultades para decidir cuanto ofrecer.". (Desde entonces, la información de tasas es publicada de forma abierta para todos.)
Un artículo de blog "Guardian" publicado en abril de 2012 se refiere a Proz.com como "la organización de traductores más grande del mundo".
El 30 de septiembre de 2009, el sitio organizó una conferencia virtual que atrajo un gran número grande [impreciso] de asistentes. Desde entonces realizan conferencias de traducción virtuales anuales, las que se encuentran abiertas a cualquiera  que cuente con un perfil registrado en el sitio.

## Estafas
Numerosos casos de estafa y suplantación de identidad (incluyendo obtención de datos a gran escala) han sido reportados y se han tomado medidas preventivas para afrontar los problemas.

## Sitios con características comparables
Proz.com va a la cabecera frente a sus competidores en el segmento de sitios web de traducción, tales como TranslatorCertification.com,TranslatorsCafe.com, TranslationDirectory.com, TraduGuide.com, TTMEM.com en dos importantes métricas, volumen de actividad y usuarios registrados.

## Cooperación con agrupaciones sin fines de lucro
Proz.com ha contribuido con servicios de programación, una plataforma de trabajo, y acceso a su base de datos de traductores al grupo sin fines de lucro de Traductores Sin Fronteras. También ha cooperado con la agrupación sin fines de lucro Ashoka, y ha patrocinado eventos organizados por la American Translators Association y otros en el pasado.
En particular, Proz.com es mantiene y realiza mejoras a la plataforma de traducción utilizada por Traductores Sin Fronteras para entregar más de 2,5 millones de palabras en 2011 y 4,5 millones de palabras en 2012, donadas por voluntarios a organizaciones humanitarias. Esto incluye la traducción a varias lenguas de artículos médicos de Wikipedia como parte del Wikiproject de Medicina.